# Ексувитори
Ексувитори или ескубитори су били елитна гардијска јединица (тагма) у Источном римском царству од 5. до 11. века. Старешина ове јединице био је Доместик Ескубита, а тагма се састојала од 300 тешких коњаника.

## Историја
Тагма Ескубита помиње се у историјским изворима од краја 5. века. Византијски цар Јустин I (518-527) био је заповедник гарде ескубитора пре ступања на престо. Тагме су биле елитне гардијске јединице смештене у Цариграду, којима су командовали доместици. Најважније су биле тагме Схола, Ескубита, Аритмоса (чији се заповедник није звао доместик, већ друнгарије) и Хиконата (основане тек за владе Нићифора I). Доместик Схола био је обично заповедник целокупне војске.